# Ludwik Przedborski
Ludwik Przedborski (ur. 15 lutego 1857 w Warszawie, zm. 19 maja 1911 w Łodzi) – polski lekarz laryngolog, łódzki działacz społeczny i oświatowy żydowskiego pochodzenia.

## Życiorys
Syn Izydora. Ukończył II Gimnazjum w Warszawie, a następnie Wydział Lekarski Uniwersytetu Warszawskiego, uzyskując dyplom w 1883 roku. Zdobywał też wiedzę w klinikach Wiednia.
W 1885 roku przeniósł się na stałe do Łodzi, zamieszkał przy ul. Wschodniej 69. Był ordynatorem w tymczasowym szpitalu dla Żydów założonym przez fabrykanta Izraela Poznańskiego przy ul. Drewnowskiej, a następnie był ordynatorem w Żydowskim Szpitalu im. małżonków Izraela i Leony Poznańskich przy ul. Nowotargowej 1 (obecnie szpital im. dra Seweryna Sterlinga przy ul. Seweryna Sterlinga 1/3)
Był członkiem zarządu i sekretarzem Towarzystwa Doraźnej Pomocy Lekarskiej (ówczesna nazwa pogotowia ratunkowego, powstałego w Łodzi w 1899 r. jako trzecie na ziemiach polskich i czwarte w Europie). Był członkiem Towarzystwa Lekarskiego Łódzkiego, członkiem korespondentem Towarzystwa Lekarskiego Warszawskiego i Towarzystwa Laryngologicznego w Paryżu. Był jednym ze współzałożycieli Łódzkiego Żydowskiego Towarzystwa Dobroczynności.
Był jednym z inicjatorów i członkiem komitetu budowy szpitala dla umysłowo chorych Żydów w Łodzi.
Był członkiem zarządu Towarzystwa Krzewienia Oświaty, zasłużonym działaczem na polu oświaty ludowej. Był też utalentowanym popularyzatorem wiedzy. Był przewodniczącym Sekcji Pedagogicznej Oddziału Łódzkiego Warszawskiego Towarzystwa Higienicznego, prezesem założonego w Łodzi w czerwcu 1907 roku oddziału Warszawskiego Towarzystwa Abstynenckiego „Przyszłość”.
Przeznaczył po 1000 rubli na rzecz szpitala dla obłąkanych i Towarzystwa Muzeum Nauki i Sztuki, którego był wiceprezesem zarządu.
Został powołany do komitetu organizacyjnego zbliżającego się zjazdu lekarzy prowincjonalnych w Łodzi, działał owocnie, ale zmarł przed jego obradami (4–5 czerwca 1911).
Zmarł 19 maja 1911 roku z powodu choroby nerek. Został pochowany na cmentarzu żydowskim przy ul. Brackiej w Łodzi.
Ludwik Przedborski był żonaty z Pauliną (Perłą) z Konów (ur. 1862 w Kutnie, zm. 10 maja 1933 w Łodzi), z którą miał troje dzieci:
- Felicję Marię (ur. 30 października 1888), doktora filozofii, nauczycielkę i poetkę,
- Juliana (ur. 25 lipca 1886, zm. 5 sierpnia 1931), majora obserwatora Wojska Polskiego, dowódcę dywizjonu szkolnego 1 pułku lotniczego[5],
- Mieczysława Tadeusza (ur. 22 marca 1892).